# Elecciones federales de México de 2021 en Chiapas
Las elecciones federales de México de 2021 en Chiapas se llevaron a cabo el domingo 6 de junio de 2021, y en ellas se renovaron los cargos de elección popular de 13 diputados federales como miembros de la cámara baja del Congreso de la Unión. Los trece elegidos lo fueron por mayoría simple y fueron electos para un periodo de tres años a partir del 1 de agosto de 2021 con la posibilidad de reelección por hasta tres periodos adicionales.

## Resultados electorales

### Diputados federales por Chiapas

#### Diputados Electos
| Candidato                         | Partido | Distrito    | Tipo de elección |
| --------------------------------- | ------- | ----------- | ---------------- |
| Manuela Obrador Narváez           |         | Distrito 1  | Mayoría relativa |
| Adela Ramos Juárez                |         | Distrito 2  | Mayoría relativa |
| Alfredo Vázquez Vázquez           |         | Distrito 3  | Mayoría relativa |
| Joaquín Zebadúa Alva              |         | Distrito 4  | Mayoría relativa |
| Yeimi Aguilar Cifuentes           |         | Distrito 5  | Mayoría relativa |
| Jorge Luis Llaven Abarca          |         | Distrito 6  | Mayoría relativa |
| Manuel Narcia Coutiño             |         | Distrito 7  | Mayoría relativa |
| Ismael Brito Mazariegos           |         | Distrito 8  | Mayoría relativa |
| Adriana Bustamante Castellanos    |         | Distrito 9  | Mayoría relativa |
| Juan Pablo Montes de Oca Avendaño |         | Distrito 10 | Mayoría relativa |
| Roberto Rubio Montejo             |         | Distrito 11 | Mayoría relativa |
| José Luis Elorza Flores           |         | Distrito 12 | Mayoría relativa |
| Luis Armando Melgar Bravo         |         | Distrito 13 | Mayoría relativa |

#### Resultados
|  | 35.09 % |

|  | 19.54 % |

|  | 11.96 % |

|  | 6.86 % |

|  | 6.47 % |

|  | 3.52 % |

|  | 3.33 % |

|  | 3.04 % |

|  | 2.36 % |

|  | 1.48 % |

|  | 6.26 % |

|  | 0.09 % |

|  | 100 % |

## Resultados por distrito electoral

### Distrito 1. Palenque
|  | 70.72 % |

|  | 7.40 % |

|  | 6.71 % |

|  | 4.92 % |

|  | 2.15 % |

|  | 1.20 % |

|  | 6.89 % |

|  | 0.02 % |

|  | 100 % |

### Distrito 2. Bochil
|  | 46.46 % |

|  | 32.97 % |

|  | 7.51 % |

|  | 2.21 % |

|  | 1.43 % |

|  | 1.39 % |

|  | 8.04 % |

|  | 0.01 % |

|  | 100 % |

### Distrito 3. Ocosingo
|  | 40.70 % |

|  | 33.18 % |

|  | 11.65 % |

|  | 2.82 % |

|  | 2.57 % |

|  | 2.22 % |

|  | 1.60 % |

|  | 0.73 % |

|  | 4.51 % |

|  | 0.01 % |

|  | 100 % |

### Distrito 4. Pichucalco
|  | 36.75 % |

|  | 19.30 % |

|  | 19.22 % |

|  | 5.79 % |

|  | 5.49 % |

|  | 3.30 % |

|  | 2.75 % |

|  | 1.27 % |

|  | 6.09 % |

|  | 0.03 % |

|  | 100 % |

### Distrito 5. San Cristóbal de las Casas
|  | 40.88 % |

|  | 37.01 % |

|  | 5.70 % |

|  | 3.53 % |

|  | 3.30 % |

|  | 1.68 % |

|  | 7.72 % |

|  | 0.17 % |

|  | 100 % |

### Distrito 6. Tuxtla Gutiérrez
|  | 62.79 % |

|  | 17.18 % |

|  | 5.59 % |

|  | 3.48 % |

|  | 2.68 % |

|  | 2.36 % |

|  | 5.83 % |

|  | 0.09 % |

|  | 100 % |

### Distrito 7. Tonalá
|  | 64.96 % |

|  | 12.79 % |

|  | 7.46 % |

|  | 6.59 % |

|  | 2.18 % |

|  | 1.80 % |

|  | 4.17 % |

|  | 0.05 % |

|  | 100 % |

### Distrito 8. Comitán de Domínguez
|  | 64.36 % |

|  | 17.71 % |

|  | 4.04 % |

|  | 3.16 % |

|  | 2.32 % |

|  | 1.70 % |

|  | 6.16 % |

|  | 0.53 % |

|  | 100 % |

### Distrito 9. Tuxtla Gutiérrez
|  | 48.57 % |

|  | 25.88 % |

|  | 10.69 % |

|  | 4.79 % |

|  | 3.33 % |

|  | 1.75 % |

|  | 4.81 % |

|  | 0.17 % |

|  | 100 % |

### Distrito 10. Villaflores
|  | 68.61 % |

|  | 10.69 % |

|  | 8.65 % |

|  | 2.59 % |

|  | 1.96 % |

|  | 1.25 % |

|  | 6.22 % |

|  | 0.03 % |

|  | 100 % |

### Distrito 11. Las Margaritas
|  | 59.13 % |

|  | 17.42 % |

|  | 9.93 % |

|  | 1.66 % |

|  | 1.55 % |

|  | 1.15 % |

|  | 9.13 % |

|  | 0.03 % |

|  | 100 % |

### Distrito 12. Tapachula
|  | 44.13 % |

|  | 18.75 % |

|  | 13.18 % |

|  | 6.95 % |

|  | 5.54 % |

|  | 3.01 % |

|  | 2.49 % |

|  | 1.19 % |

|  | 4.70 % |

|  | 0.07 % |

|  | 100 % |

### Distrito 13. Huehuetán
|  | 62.09 % |

|  | 13.68 % |

|  | 9.40 % |

|  | 5.21 % |

|  | 1.84 % |

|  | 0.88 % |

|  | 6.86 % |

|  | 0.05 % |

|  | 100 % |